# Jesús Prado
Jesús Prado (* 6. März 1946 in El Salto, Jalisco) ist ein ehemaliger mexikanischer Fußballspieler, der vorwiegend im Mittelfeld agierte.

## Leben

### Verein
José de Jesús Prado Velázquez stand zwischen 1967 und 1972 beim CD Cruz Azul unter Vertrag. In dieser Epoche gewann Prado je dreimal die mexikanische Meisterschaft und den CONCACAF Champions Cup sowie je einmal den mexikanischen Pokalwettbewerb und den Supercup.

### Nationalmannschaft
Im selben Zeitraum absolvierte Prado insgesamt sechs Länderspieleinsätze für die mexikanische Nationalmannschaft. Sein Debüt feierte er an seinem 21. Geburtstag, als er im ersten Spiel der Mexikaner um den CONCACAF-Nations-Cup 1967 gegen Nicaragua (4:0) zum Einsatz kam. Am 19. März 1967 kam er beim letzten Spiel der Mexikaner in diesem Turnier gegen Honduras (1:0) zu seinem einzigen Länderspieltreffer. Seinen letzten Länderspieleinsatz absolvierte Prado am 26. Januar 1972 in einem Testspiel gegen Chile, das 2:0 gewonnen wurde.

### Sonstiges
Zweimal geriet Prado in Guadalajara in eine Schießerei. Am 8. März 1971 wurde er nach einem Fest von einer Kugel im linken Oberschenkel getroffen. Am 1. Juni 1974 war er anwesend, als der zu jener Zeit bei Chivas unter Vertrag stehende Fußballspieler Octavio Muciño beim Verlassen einer Bar von mehreren Kugeln getroffen wurde und zwei Tage später verstarb.

## Erfolge
- Mexikanischer Meister: 1968/69, México 70, 1971/72
- Mexikanischer Pokalsieger: 1969
- Mexikanischer Supercup: 1969
- CONCACAF Champions Cup: 1969, 1970, 1971